# Alexander Juel Andersen
Alexander Juel Andersen (Viborg, 29 gennaio 1991) è un ex calciatore danese, di ruolo difensore.